# Raphael Viana
Raphael Pereira Vianna (Barra Mansa, 16 de diciembre de 1983) es un actor brasileño.

## Biografía
KComenzó a asistir a clases de teatro a los 15 años, esto por iniciativa de sus padres como una forma de disminuir la timidez de él. Luego de terminar la escuela secundaria, se integró al taller de actores de la Rede Globo. En 2005, se formó en artes escénicas en la Casa de Artes de Laranjeiras (CAL).

## Filmografía

### Televisión
| Año       | Título                      | Personaje          |
| --------- | --------------------------- | ------------------ |
| 2006      | Bicho do Mato               | Iru                |
| 2008      | Dilemas de Irene            | Beto               |
| 2009      | Acampamento de Férias       | Monitor            |
| 2010      | Passione                    | Amante de Estela   |
| 2010      | Río del destino             | Frederico Martinez |
| 2011      | Dinosaurios & Robots        | Tadeu Ferreira     |
| 2012      | Amor Eterno Amor            | Josué              |
| 2013      | Flor del Caribe             | Hélio Silva        |
| 2014      | Imperio                     | Arnoldão           |
| 2016-2017 | Josué y la tierra prometida | Tobías             |
| 2017-2018 | El otro lado del paraiso    | Laerta             |

### Cine
| Año  | Título             | Personaje |
| ---- | ------------------ | --------- |
| 2008 | Garoto de Aluguel  |           |
| 2008 | Delicadeza Perdida |           |
| 2009 | Arélia             |           |
| 2019 | Nada a perder 2    | Carlos    |